# Emil Hácha

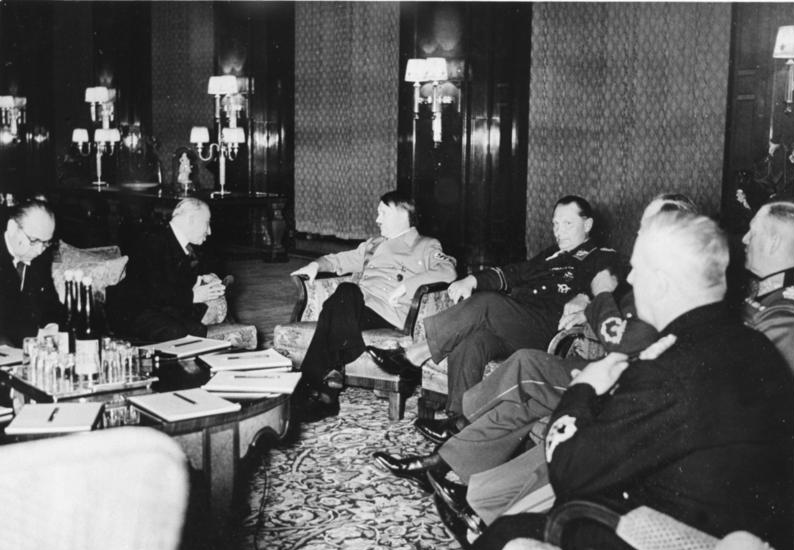
Chvalkovský, Hácha, Hitler, Göring. Berlin 14/15 marca 1939

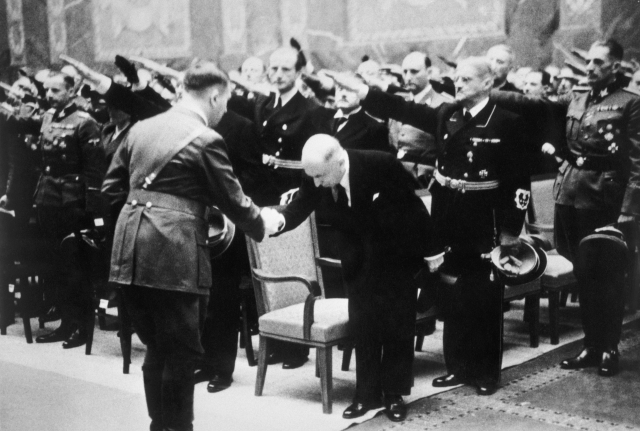
Przywitanie Hitlera i Háchy na pogrzebie Reinharda Heydricha. Berlin 1942

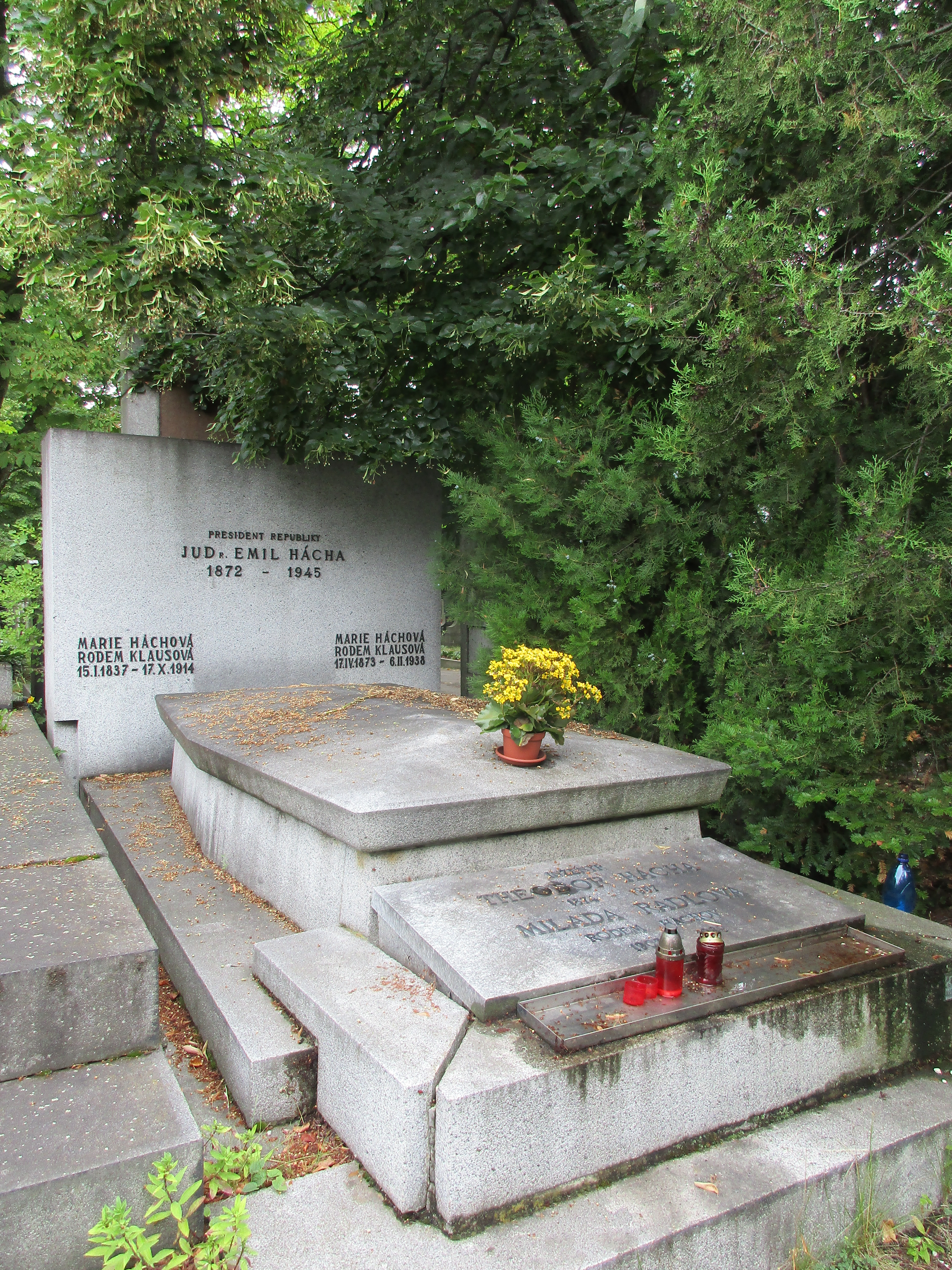
Grób Emila Háchy na Cmentarzu Vinohradskim w Pradze w 2016

Emil Hácha (wym. [ˈɛmɪl ˈɦa:xa]; ur. 12 lipca 1872 w Trhovych Svinach, zm. 27 czerwca 1945 w Pradze) – czeski polityk prawicowy, prawnik, prezydent Czecho-Słowacji, a następnie utworzonego przez Niemców Protektoratu Czech i Moraw. Po wojnie aresztowany pod zarzutem kolaboracji, zmarł w więzieniu.

## Życiorys
Emil Hácha urodził się 12 lipca 1872 w miejscowości Trhové Sviny na południu Czech. Ukończył szkołę średnią w Czeskich Budziejowicach, a potem dostał się na studia prawnicze na Uniwersytet Karola w Pradze. Po ukończeniu studiów w 1896, pracował w administracji samorządowej. Krótko po wybuchu I wojny światowej, został sędzią w najwyższym sądzie administracyjnym w Wiedniu (odpowiedzialnym za sprawy z terenów Przedlitawii).
Po traktacie wersalskim, został sędzią (1918), a potem wiceprzewodniczącym najwyższego sądu administracyjnego Republiki Czechosłowackiej w Pradze. Po śmierci Ferdinanda Pantůčka, poprzedniego przewodniczącego, zajął jego stanowisko w 1925 (powołał go prezydent Tomáš Masaryk). W tym czasie był już jednym z najwybitniejszych prawników w Czechosłowacji, specjalizował się w angielskim prawie zwyczajowym i prawie międzynarodowym. Był także tłumaczem literatury anglojęzycznej (między innymi Trzech panów w łódce (nie licząc psa) Jerome K. Jerome’a). W lutym 1939 zmarła jego małżonka Marie Háchová, z którą od 1902 tworzył udany i harmonijny związek (między innymi pisywał dla niej wiersze).

### Prezydent Czecho-Słowacji
Po układzie w Monachium i emigracji prezydenta Edvarda Beneša, Hácha jako osoba bezpartyjna i nie obarczona odpowiedzialnością za rezygnację z walki z Niemcami i doprowadzenie do rozbioru kraju został wybrany na jego następcę 30 listopada 1938. Konserwatysta, przywiązany do religii katolickiej, jako znany i ceniony prawnik uznawany był za człowieka światowego formatu. Jako osoba spoza dotychczasowego kręgu władzy mógł on liczyć na kredyt zaufania obywateli. Był zresztą jedynym kandydatem; politycy, którzy dopuścili do katastrofy I Republiki, byli skompromitowani, a osoba nowego prezydenta dawała im możliwość przeczekania najgorszych czasów. Sam Hácha urząd przyjął niechętnie, w poczuciu obowiązku względem kraju. W liście do Beneša napisał później: 

Pana uprzejmy list bardzo mnie wzruszył, ale też dodał otuchy wobec zadania, które na siebie przyjąłem z wielkim wahaniem i samozaparciem. Traktuję je jako twardy nakaz obowiązku. Cieszyłem się swoją skromną prywatnością i moimi dawnymi upodobaniami, czyli pracą literacką. Obowiązki, które spadają na mnie podczas pełnienia obecnej funkcji, przyjmuję z ciężkim sercem, ponieważ jestem świadomy swojej niedoskonałości [...]. Mam nadzieję, ze moja funkcja ma charakter przejściowy i że w szybkim czasie zostanie ze mnie zdjęta. Jestem świadomy, że już wkrótce będę surowo osądzany, ale teraźniejszość nie jest chyba zdolna do sprawiedliwego osądu.

We wrześniu 1941 w wywiadzie dla gazety Národní politika dzień swojego wyboru określił jako najczarniejszy dzień jego życia.

14 marca 1939 za pośrednictwem niemieckiej ambasady w Pradze Hitler zażądał natychmiastowego przyjazdu prezydenta do Berlina – jak mniemano w Pradze, w sprawie kwestii słowackich aspiracji niepodległościowych. W czasie nocnego spotkania z 14 na 15 marca 1939, w czasie którego zasłabł, Adolf Hitler i Hermann Göring zagrozili mu zmasowanymi bombardowaniami Pragi. Zmuszono go w ten sposób do podpisania dokumentu akceptującego inkorporację Czech i Moraw do Niemiec, nie dając mu przy tym możliwości konsultacji w tej sprawie z parlamentem. 

Na tę rzecz człowiek musi spoglądać z punktu widzenia wieczności. I tak na to patrzyłem [...] kim jestem ja, Emil Hácha? Z tego punktu widzenia jestem całkiem zwyczajnym człowiekiem, który kiedyś obróci się w proch, jak każdy inny. Naród tego nie podpisał, podpisał to [...] tylko ten nieszczęsny Hácha.

### Kolaboracja z Niemcami
Po rozpoczęciu okupacji pozostałości po Czechosłowacji przez wojska niemieckie 16 marca zachował stanowisko prezydenta, ale w październiku odmówił złożenia przysięgi wierności Hitlerowi i przysłanemu z Niemiec protektorowi Czech i Moraw Konstantinowi von Neurathowi. Wbrew początkowym rozterkom postanowił pozostać na stanowisku, aby chronić to, co tylko możliwe (na przykład jego życzenia urodzinowe dla Hitlera 20 kwietnia 1940 przyniosły zwolnienie 150 osób z obozów koncentracyjnych) i aby władza nie dostała się w ręce lokalnych faszystów. W kwietniu 1939 powołał na stanowisko premiera generała Aloisa Eliáša, który potajemnie zaczął organizację ruchu oporu. Sam prezydent protestował przeciwko polityce germanizacji stosowanej przez Niemców, jednak z marnymi efektami; póki jednak Neurath – dyplomata i arystokrata – pozostawał na stanowisko protektora, miał on chociaż partnera skłonnego do jakichkolwiek rozmów. Jako prawnik miał nadzieję, że oficjalne określenie przez Niemców prawnego statusu protektoratu Czech i Moraw jako autonomii lub okupowanego kraju jasno określi rolę władz czeskich zgodnie z zasadami prawa międzynarodowego, ale Niemcy świadomie tego unikali. W styczniu 1943 Hácha, osobiście nieprzejednany antykomunista, zdecydowanie odrzucił koncepcje jakiejkolwiek formy udziału Czechów w wojnie ze Związkiem Radzieckim. Tajnie współpracował także z czechosłowackim rządem na uchodźstwie prezydenta Edvarda Beneša. 

Nie można patrzeć bez sympatii na jego nieustępliwą walkę o ostatnie szczypty narodowej autonomii, na to, jak ten słaby starzec stojący nad grobem [...] pewnie z największym samozaparciem upokarza się i poniża [...], aby uratować z niemieckich katowni paru Czechów.

Sytuacja zmieniła się, gdy uznawany przez Hitlera za nie dość ostrego Neurath został zastąpiony przez Reinharda Heydricha. Hácha stracił już jakikolwiek wpływ na sytuację w kraju i stał się „marionetką” sił okupacyjnych. Wielu z jego znajomych i współpracowników zostało aresztowanych (w tym premier Alois Eliáš) i rozstrzelanych lub wysłanych do obozów koncentracyjnych. Z prowadzonych śledztw Niemcy dowiedzieli się o nielojalności Háchy, ale ze względów propagandowych pozostawili go na stanowisku. Przeświadczenie, że jego los zależy od Niemców, w połączeniu z rozpoczętą przez Heydricha kampanią terroru, spowodowały, że kolaboracja, zabieganie o względy okupanta (na przykład podarował on Hitlerowi na urodziny pociąg sanitarny; w zamian Hitler obdarował Háchę na 70 urodziny luksusową limuzyną i utworzeniem funduszu stypendialnego imienia prezydenta dla czeskich studentów studiujących w Niemczech), stały się dla Háchy jedyną drogą zapewnienia pomocy swoim rodakom.

Zgodnie z twierdzeniami powojennych historyków Hácha nie był już w tym czasie odpowiedzialny za swe poczynania ze względu na kiepski stan zdrowia spowodowany miażdżycą i kondycję psychiczną. Przynajmniej od 1941 jego wpływ na politykę niemiecką był bliski zeru. W tym czasie przebywał on w należącym wcześniej do prezydenta Masaryka zamku w Lánach. Mając świadomość tragizmu sytuacji, w jakiej został postawiony, wyraził się słowami: 

Wiem, że historia będzie mnie sądzić, ale ufam, że osądzi sprawiedliwie.

### Aresztowanie, śmierć i ocena
Po zajęciu Pragi przez Armię Czerwoną 13 maja 1945 Emil Hácha na polecenie ministra spraw wewnętrznych Václava Noska został aresztowany i osadzony w szpitalu więziennym Pankrác. Nowym władzom potrzebny był wówczas jasny i czytelny obraz szlachetnych zwycięzców i podłych kolaborantów, do których zaliczono dogorywającego prezydenta. Stan jego zdrowia pozwala przypuszczać, że nie zauważył on nawet zmiany miejsca pobytu. Od końca 1943 chwile jasności umysłu były u niego rzadkością: stale nieobecny duchem nie reagował na pytania. Po dwóch dniach agonii zmarł 27 czerwca o godzinie 20:50. Trzy dni później został pochowany w nieoznaczonym grobie na Cmentarzu Vinohradskim w Pradze. Poza księdzem w pogrzebie uczestniczyła tylko córka Milada, zarazem najbliższa współpracowniczka w ostatnim okresie prezydentury, oraz jej były mąż. Obecnie grób jest oznaczony.
Przez wielu uważany jest za najtragiczniejszą postać czechosłowackiej historii, przez innych – za uosobienie zdrajcy. Historycy twierdzą, iż jako idealista był człowiekiem próbującym uratować tyle wolności dla swego narodu, ile tylko się dało, że kolaborując z wrogiem, dokonywał wyboru mniejszego zła. Pełnienie przez niego prezydentury utrzymywało z jednej strony iluzję czeskiej państwowości i zachęcało społeczeństwo do kolaboracji, z drugiej jednak umożliwiało choć drobne kroki, mające na celu obronę praw narodu czeskiego. Nierozstrzygnięte pozostaje pytanie, czy cena tej nie zawsze skutecznej ochrony przed represjami nie była zbyt wysoka.